# Gotícula de Flügge
Gotículas de Flügge, também chamadas Gotículas de Pflugge ou perdigoto são partículas líquidas expelidas para o ar quando uma pessoa fala, tosse ou espirra. Contém sempre agentes patogénicos, a virulência dos quais depende do estado de saúde da pessoa que expele as gotículas. Foram descritas pela primeira vez pelo bacteriologista alemão Carl Flügge (1847-1923) quando estudava a transmissão da tuberculose.
De vários tamanhos, 0.1–2 mm de diâmetro, as mais pesadas vão para o chão enquanto as mais leves evaporam e permanecem em suspensão, tendo diâmetros muito pequenos, cerca de 100 μ. Estas partículas secas podem permanecer no ar de recintos fechados durante longos períodos e constituem um dos mecanismos de transmissão de infeções por via inalatória.